# Braheslott
Braheslott (finska: Brahelinna) är en slottsruin belägen i S:t Michel stad (i f.d. Kristina kommun) i Finland, cirka 20 kilometer söder om centrala S:t Michel. Det finska ordet linna motsvarar det svenska hus, som fordom betydde borg. Braheslott var ett översteboställe i Kristina socken i Savolax, vid Saimen.

## Historia
Per Brahe d.y. (1602–1680), som i förläning innehade S:t Michels och Kristina socknar (S:t Michels län), uppförde där ett slott av sten, varav lägenheten fick sitt nam. 
1682 indrogs gården till kronan och blev sedan boställe för översten vid Savolaks infanteri. 1775 inrättade Göran Magnus Sprengtporten där (huvudsakligen med egna medel) en krigsskola, där åtta volontärer i taget fick undervisning. I denna läroanstalt, vilken 1781 flyttades till Haapaniemi, fick flera av de namnkunnigaste finska officerarna i 1788–1790 och 1808–1809 års krig hela sin fackbildning. Nära slottet hade under 1788–1790 års krig den svenska kanonslupflottiljen på Saimen sin huvudstation. 